# Larry Tee
Lawrence Thom, mais conhecido como Larry Tee (Seattle, 12 de outubro de 1959) é um DJ e produtor americano. No início dos anos 80 Larry se muda para Atlanta. Em 1989 se mudou para Nova Iorque, onde ele mora até hoje.

## Electroclash
No ano de 2000 Larry criou o gênero musical electroclash que consistia em identificar um tipo especial de música eletrônica. Este novo som tinha como base o electro dos anos 80, porém com uma nova roupagem. Larry Tee criou também o festival  Electroclash com vários artistas que na epóca produziam sons similares. Após a explosão do Electroclash nos EUA com artistas como Peaches, Fischerspooner , Avenue D e Chicks on Speed, a Europa começaria a produzir com nomes como DJ Hell (criador da Gigolo Records), Miss Kittin e Princess Superstar. Durante a década de 1990, tornou-se um DJ de destaque  com seus hits. Em 2010, Larry Tee lançou o single "Let's Make Nasty" com Roxy Cottontail.